# Right Round
Right Round är en låt av den amerikanska rapparen Flo Rida från albumet R.O.O.T.S. Låten släpptes som albumets första singel den 27 januari 2009 via radio och den 10 februari som digital nedladdning. Låten samplar Dead or Alives låt "You Spin Me Round (Like a Record)". Sångerskan Kesha medverkar i låten, men var inte krediterad i USA.